# کامیلینز
کامیلینز (به انگلیسی: The Chameleons) گروهٔ موسیقی راک انگلیسی می‌باشد که در سال ۱۹۸۱ در میدلتون، منچستر بزرگ به‌وجود آمد.